# Naja siamensis
La cobra escupidora de Indochina o cobra escupidora blanca y negra (Naja siamensis) es una especie de reptil escamoso familia Elapidae.

## Hallazgo y distribución
N. siamensis fue descrita por primera vez por el naturalista austríaco Josephus Nicolaus Laurenti, en el año 1768.
Es propia del Sureste Asiático, encontrándose en Birmania, Camboya, Laos, Tailandia y Vietnam.

## Características
Se trata de una especie de serpiente venenosa, de hábitos nocturnos y comportamiento agresivo, es de color marrón y negro con manchas blancas y se alimenta de roedores, aves y pequeños reptiles.